# Buém
Buém (em egípcio: Buhen) é um sítio arqueológico da Baixa Núbia situado na margem direita do rio Nilo, perto da segunda catarata. Suas ruínas estão localizadas nas proximidades da cidade de Uádi Halfa. Dista cerca de 260 quilômetros a montante da represa de Assuão. Suas ruínas foram estudadas pela primeira vez em 1819 e escavadas sobretudo entre 1957 e 1964. Foi fundado no Reino Antigo (2686–2181 a.C.) como centro para expedições mineradoras. A XII dinastia (1985–1795 a.C.) erigiu várias fortificações de adobe e transformou o sítio numa guarnição militar para controlar a área ao norte da segunda catarata. As construções, por sua vez, consistiram em blocos regulares retangulares de casas separadas por seis vias principais. Sob o Reino Novo (1550–1069 a.C.), transformar-se-ia num assentamento civil, uma vez que a fronteira foi empurrada ao sul até a quarta catarata, o que reduziu sua relevância militar. Os métodos de escavação usados por Walter Bryan Emery foram semelhantes aos de Amarna, Amara e Sesebi-Salua durante os anos 30 e 40 devido a eminente inundação do sítio pelo lago Nasser e problemas decorrentes da perturbação pós-deposição ou radiografia de restos faraônicos.